# Bernsteinvorkommen
Weltweit sind Bernsteinvorkommen von mehr als 200 Fundorten aus allen Kontinenten bekannt.

## Einleitung
Die Zahl der Bernsteinfundorte wächst ständig. Die folgende Aufstellung wird in Abhängigkeit verfügbarer Quellen daher fortlaufend ergänzt. Gleichwohl wird die Auflistung hinsichtlich der Fundorte nicht vollständig sein können, da längst nicht alle Fundstätten wissenschaftlich untersucht sind, mithin also die Quellenlage problematisch ist. Überdies sind mitunter aus einer geografischen Region überaus zahlreiche Fundstellen bekannt, von denen zumindest einige Bernstein gleicher Genese liefern. In solchen Fällen wird lediglich auf etwaige Unterschiede in den Bernsteinarten verwiesen, nicht aber jeder Fundort aufgeführt. Beispielsweise sind in Spanien rund 120 Fundstellen kreidezeitlichen Bernsteins bekannt, deren geografische Verteilung und deren stratigrafische Position darauf hindeuten, dass der Bernstein zahlreicher dieser Fundorte eine übereinstimmende Entstehungsgeschichte hat.
Das Alter der Bernsteinvorkommen reicht von devonisch bis zur jüngsten Epoche des Tertiärs, dem Pliozän. Beinsteinvorkommen sind in diesem Kontext als Fundstätten fossiler Harze unterschiedlichen Alters gemeint. Auf den Begriff „Bernsteinlagerstätten“ wurde verzichtet, da in der Geologie als Lagerstätte ein abbauwürdiges Vorkommen bezeichnet wird, dies aber auf die weitaus meisten Bernsteinfundorte nicht zutrifft. Auch wird der Begriff Bernstein hier in einer weiten Auslegung verwendet. Die in der Fachliteratur der letzten Dekaden mitunter vertretene Auffassung, dass als Bernstein im engeren Sinne nur Succinit zu verstehen ist, findet in dieser Betrachtung geografischer Vorkommen keine Berücksichtigung.
Die Zahl der Fundstellen ist nicht gleichbedeutend mit Bernsteinarten. Mitunter weisen die Merkmale fossiler Harze unterschiedlicher geografischer Herkunft Übereinstimmungen auf, die auf eine gemeinsame Genese dieser Harze deuten. Einige Bezeichnungen werden für Bernsteinvorkommen unterschiedlicher geografischer Herkunft aufgrund von Übereinstimmungen ihrer chemischen/physikalischen Eigenschaften verwendet. Als Rumänit beispielsweise wird Bernstein bezeichnet, der in geografisch weit voneinander entfernten Regionen, in Rumänien (Karpaten) und in Ostsibirien (auf der Insel Sachalin), unabhängig voneinander, jedoch unter ähnlichen Bedingungen und etwa zeitgleich entstanden ist. Ein anderes Beispiel ist die Bezeichnung Succinit, ein Name, der in seiner heutigen Verwendung auf eine bestimmte botanische Herkunft des fossilen Harzes weist, der in der Literatur aber auch oft synonym für Bernstein im Allgemeinen verwendet wird und zugleich als Bezeichnung für Baltischen Bernstein dient. Wenn auch Baltischer Bernstein ganz überwiegend Succinit ist, kommen in den Fundgebieten des Baltischen Bernsteins und mit ihm zusammen auch andere fossile Harze vor. Dazu gehören beispielsweise Gedanit, Beckerit, Stantienit, Glessit und Krantzit.
Manche Namen sind traditionell geprägt. Einmal verliehen – meist vom Entdecker eines Fundortes – hat der Name sich eingebürgert, selbst wenn er eine Abgrenzung zu anderen fossilen Harzen suggeriert, die sich bei näherer Betrachtung nicht halten lässt. Auch der umgekehrte Fall kommt vor: Ein bereits vergebener Name wird auf neue Funde übertragen, obwohl die fossilen Harze sich deutlich voneinander unterscheiden. Als Beispiel sei hier Copalin angeführt. Dieser Begriff wird für fossile Harze aus dem eozänen Londonton und auf zwei altersmäßig unterschiedliche fossile Harze angewendet, die in Österreich gefunden wurden (kreidezeitliches Harz aus dem Rosental und altteriäres Harz aus der Nähe von Gablitz bei Wien), im Ganzen also auf drei unterschiedliche fossile Harze. Mit Copal haben alle diese Harze trotz der Namensähnlichkeit nichts zu tun.
Hinzu kommen mannigfache Handelsbezeichnungen, von denen einige sich mit den in der Tabelle aufgeführten Begriffen überlappen oder ihnen ähneln, nicht aber unbedingt das gleiche ausdrücken. Solche Handelsbezeichnungen sind hier nur erwähnt, wenn durch sie Verwechslungen auftreten könnten (s. China-Bernstein). Ganz abgesehen von Handelsbezeichnungen für Bernsteinimitationen, die stark an Bezeichnungen für natürliche fossile Harze erinnern (z. B. ist Bermit eine in Russland übliche Handelsbezeichnung für ein auf Polyesterharzbasis erzeugtes Bernsteinimitat und hat nichts mit dem aus Myanmar stammenden natürlichen fossilen Harz Birmit zu tun).
Die vorgenannten Beispiele stehen stellvertretend für zahlreiche Probleme, Fragestellungen und Missverständnisse, die sich aus den nicht immer klar zueinander abgrenzbaren Bezeichnungen fossiler Harze ergeben können.

## Liste
Die folgende tabellarische Liste soll einen Überblick über möglichst viele Bernstein-Fundstellen weltweit geben. Synonym verwendete Namen sind berücksichtigt, wenn deren Verwendung aus jüngerer Literatur bekannt ist.
| Bernstein-Vorkommen (**) (weitere Namen) | Fundstellen | Epoche der Entstehung (Alter in Mio. Jahren)                                                 | Anmerkungen |  |
| --- | --- | -------------------------------------------------------------------------------------------- | --- |  |
| Europa | |                                                                                              | |  |
| Baltischer Bernstein (Succinit, zahlreiche akzessorische Harze) | Nordsee, Ostsee, Anrainerstaaten, vor allem Samland                                                                                              | Eozän (40–54)                                                                                | Der Bernstein liegt nicht auf primärer Lagerstätte (teils mehrfach umgelagert). |  |
| Bitterfelder Bernstein (Succinit, Goitschit, Durglessit, Bitterfeldit, Pseudostantienit, Glessit, Gedanit, Siegburgit, Scheibit)                                           | Mitteldeutschland, Lausitz, Bitterfeld, Goitsche u. a.                                                                                           | Untermiozän bis Eozän (20–50)                                                                | Es handelt sich zumindest bei der Lagerstätte Goitsche möglicherweise um Vorkommen gleicher Genese wie Baltischer Bernstein (allerdings umstritten) auf miozäner Lagerstätte. Bei den als Synonyme angegebenen Bezeichnungen handelt es sich zumeist um akzessorische (fossile) Harze. Weitere mit Braunkohlevorkommen verknüpfte Funde sind von Böhlen nahe Leipzig und aus dem Braunkohletagebauen bei Helmstedt (hier hauptsächlich Krantzit und Oxikrantzit) bekannt. Die Beziehungen dieser Bernsteinlagerstätten zueinander und das absolute Alter des Bernsteins (primäre Lagerstätte?) werden kontrovers diskutiert. |  |
| Bernstein aus Bayern (Schlierseerit) | Am Schliersee (Oberbayern) | Unterkreide (90–100)                                                                         | Kleine Stücke mit eingeschlossenen Mikroorganismen. |  |
| Jütländischer Bernstein (Succinit) | Dänemark, Jütland | Eozän (40–54)                                                                                | Es handelt sich um Bernstein gleicher Genese wie Baltischer Bernstein, der möglicherweise (aber wohl nicht ausschließlich) aus Südskandinavien in die Nord- und Ostseegebiete um Dänemark transportiert wurde. Die Bezeichnung Jütländischer Bernstein ist fast nur in Dänemark gebräuchlich. |  |
| Bernstein von Bornholm | Dänemark | Jura (160)                                                                                   | Es handelt sich um sehr geringe Vorkommen. Organische Einschlüsse sind nicht bekannt. |  |
| Ukrainischer Bernstein (Succinit, Delatynit) | Verschiedene Regionen in der Ukraine (Riwne (Rovno), Lwiw, Iwano-Frankiwsk)                                                                      | Eozän (40–54)                                                                                | Es handelt sich – zumindest bei einem Teil der Fundstätten – um Bernsteinvorkommen möglicherweise gleicher Genese wie Baltischer Bernstein (wird diskutiert); auf eozäner, oligozäner bzw. miozäner Lagerstätte. Die Vorkommen liegen zum Teil in der Grenzregion zu Belarus und Polen und setzen sich dort fort. Das in der Literatur auch unter der Bezeichnung "Rovno-Bernstein" (nach der gleichnamigen Stadt im NW der Ukraine) diskutierte Vorkommen ist chemisch mit Baltischem Bernstein identisch. |  |
| Sizilianischer Bernstein (Simetit) | Bei Catania (Sizilien) | Vermutlich Oberes Miozän (5–6)                                                               | Durch den Fluss Simeto (namensgebend) aus Zentralsizilien an die Ostküste Siziliens verfrachtet (Strandfunde). Hinsichtlich des Alters schwanken die Angaben erheblich (1 Mio. bis >25 Mio. J.). Dem Simetit sehr ähnliche fossile Harze wurden im Apennin gefunden. |  |
| Bernstein aus den italienischen Dolomiten | Bei Cortina d’Ampezzo | Obertrias (220)                                                                              | enthält zahlreiche Mikroorganismen (gehören zu den ältesten Bernsteinfossilien überhaupt). |  |
| Bernstein aus der Schweiz | Verschiedene Fundorte | Paläozän (55), Keuper (200) und Carnium (220)                                                | Mindestens acht Bernsteinfundstellen unterschiedlichen Alters, zumeist in der Flyschzone zwischen Genfersee und Bodensee gelegen, sind bekannt. Organische Inklusen nur vereinzelt, z. B. im sogenannten Plaffeiit (benannt nach einer Ortschaft in der Nähe des Fundortes) aus dem Flysch am Nordalpenrand. |  |
| Bernstein aus Österreich (u. a. Rosthornit, Hartit, Köflachit, Kochenit, Jaulingit, Copalin, Golling-Bernstein)                                                            | Verschiedene Fundorte | u. a. Trias (230), Unterkreide (120), Eozän (50), Oberes Miozän (8)                          | Zumeist kleine Mengen fossiler Harze unterschiedlicher Genese von mindestens zwölf Fundstellen, die nicht miteinander im Zusammenhang stehen. Organische Inklusen nur vereinzelt. |  |
| Bernstein aus Frankreich | Pariser Becken, Aquitanisches Becken (SW-Frankreich), Oise                                                                                       | Oberkreide (Cenomanium) (85) und Eozän (53) (Oise); Charentese-Bernstein                     | Ein Bernsteinvorkommen (Allingit) der südwestlichen Schweiz ragt bis nach Frankreich hinein, ein weiteres liegt im Norden der Pyrenäen. |  |
| Bernstein aus Spanien | Bei a) Santander (Kantabrien; Höhlen von El Soplao) b) Penacerrade-Moraza (Alava-Bernstein) c) zahlreiche Fundorte; u. a. Teruel d) bei Alicante | a) Unterkreide (Albium) (110) b), c) Kreide d) Obere Trias                                   | a) Inklusenreicher, grau-bläulicher Bernstein. Es soll sich um die größte kreidezeitliche Bernsteinlagerstädte Europas handeln. |  |
| Bernstein aus Portugal | Steilküste nahe Cascais | Oberkreide(Cenomanium) (95-90)                                                               | Die lokale Fundlage wird als Belasiano bezeichnet. |  |
| Bernstein aus Ungarn | hpts. nördlich des Plattensees | Oberkreide (70–90) und Trias (220)                                                           | Zumeist Ajkait (nach der ungarischen Stadt Ajka) bezeichnet. Der Name wird als Sammelbegriff für verschiedene fossile Harze aus dieser Region angesehen. Weitere (teils historische) Fundorte verschiedener fossiler Harze unterschiedlichen Alters. Beispielsweise der kaum bekannte eozäne-oligozäne „Bakony-Bernstein“, der aus der Braunkohle bei Zirc stammt oder triassischer Bernstein aus der Umgebung des Balaton. |  |
| Bernstein aus Tschechien (Walchowit, Duxit) | Bei Valchov in Mähren und Duchcow (Dux) in Böhmen                                                                                                | Walchowit: Oberkreide (100); Duxit: Miozän (20)                                              | Das Vorkommen von Valchov wird auch als ein Bernstein gleicher Genese wie der Baltische Bernstein diskutiert. Der Name Walchowit gilt als veraltet. Duxit ist kein reines Harz. |  |
| Bernstein aus Rumänien (Rumänit, Schraufit, Muntenit, Telegdit, Almaschit, Moldovit)                                                                                       | Mehr als 300 Fundstellen, überwiegend in den östlichen Karpaten.                                                                                 | Überwiegend Oligozän (30)                                                                    | Einzelfunde auch aus der Kreide und dem Eozän. Die Vorkommen auf der Insel Sachalin (s. Sibirischer Bernstein) werden ebenfalls als Rumänit bezeichnet. |  |
| Bernstein aus Bulgarien | Verschiedene Fundorte | Unterkreide bis Eozän (60–120)                                                               | Die eozänen Vorkommen in Zentralbulgarien liegen auf sekundärer, die anderen auf primärer Lagerstätte. |  |
| Bernstein aus Schottland (Middletonit) | bei Kilmarnock (Schottland) und Leeds (Middleton) (England)                                                                                      | Karbon (älter als 300)                                                                       | Auf Kohlelagerstätten. Enthält Einschlüsse pflanzlicher Fossilien. Vermutlich der älteste fossilführende Bernstein der Welt. |  |
| Bernstein aus England (Copalit bzw. Copalin); (Wealden-Bernstein); (Retinellit)                                                                                            | Copalit in London; Wealden-Bernstein an der Südküste (z. B. Isle of Wight) Retinellit in Devonshire                                              | Copalit: Eozän (Tarras) (50); Wealden-Bernstein: Unterkreide (135) Retinellit: Oligozän (30) | Nicht zu verwechseln mit gelegentlichen Funden Baltischen Bernsteins (Succinit) an den Küsten im Südosten Englands. |  |
| Bernstein von Spitzbergen | | Paläogen (55–60?)                                                                            | Skilvika Formation; mit organischen Einschlüssen (u. a. Pflanzenteile eines Mammutbaums) |  |
| Asien | |                                                                                              | |  |
| Bernstein aus der Türkei | westliches Pontus-Gebirge | ungewiss                                                                                     | eingelagert in Grauwacke. IR-Spektrum ähnelt dem von Rumänit. Bei dem in der Provinz Erzurum geförderten so genannten „Olti-Bernstein“ handelt es sich nicht um fossiles Harz, sondern um Gagat. |  |
| Libanon-Bernstein | diverse Fundorte, zumeist im Libanongebirge | vorwiegend Unterkreide (um 130)                                                              | Überwiegend auf primärer Lagerstätte. Aufgrund des Alters und des reichen Insektenvorkommens von besonderem paläontologischem Wert. Es wird auch von Bernstein aus dem Oberjura berichtet. |  |
| Bernstein aus Jordanien und Israel | Von Amman (Jordanien) bis in den Norden von Israel und Fundorte südlich von Jerusalem                                                            | Unterkreide (um 130)                                                                         | Auf sekundärer Lagerstätte in der Nähe ihres Entstehungsortes. Es wird in der Literatur auch die Meinung vertreten, dass diese Lagerstätten (zumindest die im Norden Israels) eine Fortsetzung der Lagerstätten des Libanon-Bernsteins aus der Kreide darstellen. Vereinzelt Inklusen. |  |
| Sibirischer Bernstein | Nordsibirien von der Taimyr-Halbinsel bis Kamtschatka                                                                                            | Kreide (Albium bis Santonium) (70–100)                                                       | Die verschiedenen Vorkommen an diversen Fundorten erstrecken sich entlang der sibirischen Eismeerküste. Ein Vorkommen im Süden von Sachalin, das ebenfalls zumeist unter dem Begriff „Sibirischer Bernstein“ subsumiert wird, ist paläozänen Alters (s. Rumänit). |  |
| Kaukasus-Bernstein | Kleiner Kaukasus zwischen den Flussläufen Aghstafa und Arak                                                                                      | Wahrscheinlich Oberkreide                                                                    | Es handelt sich um zwei Vorkommen unterschiedlichen Alters (Cenomanium und Coniacium), die sich über Aserbaidschan und Armenien erstrecken. |  |
| Birmit (auch Birma-Bernstein, Burma-Bernstein, Burmit) | Myanmar (einst Birma bzw. Burma) | Oberkreide oder Eozän                                                                        | aus dem Hukwang-Tal im Norden des Landes; vermutlich auf sekundärer Lagerstätte (Eozän). |  |
| Bernstein aus Thailand | Südthailand (Khlong Thom) | wahrsch. Jura                                                                                | Botanische Quelle vermutlich Agathoxylon |  |
| China-Bernstein (auch Fushun-Bernstein) | Provinzen Liaoning und Fujian | Eozän (40–54)                                                                                | In Kohleflözen der Guchenzgi-Formation, vor allem in der Nähe der Stadt Fushun. Die Insektenfauna ähnelt der des Baltischen Bernsteins. Chinesischer, Mongolischer und Mandschurischer Bernstein sind Handelsbezeichnungen. |  |
| Borneo-Bernstein (auch Sarawak-Bernstein) | Borneo (Provinz Sarawak, Malaya) | Miozän (15–20)                                                                               | Primäre Bernsteinlagerstätte in einem Braunkohlevorkommen bei Merit-Pila (Sarawak). Organische Einschlüsse kommen vor. Mutterpflanze wahrscheinlich ein Flügelfruchtgewächs. Jüngere, sehr ergiebige Funde im Bundesstaat Sabah (im Nordosten von Borneo) sind noch nicht umfassend untersucht. Es ist möglich, dass diese fossilen Harze von gleicher Genese sind wie der Bernstein aus Sarawak |  |
| Bernstein aus Sumatra, (Indonesien) | Verschiedene Fundorte bei Gunung-Tua im Zentrum der Insel                                                                                        | Miozän (ca. 20)                                                                              | Geringe Mengen werden auch von der Insel Java berichtet. |  |
| Bernstein von den Philippinen | Fundort ist die Insel Luzon | Pliozän (< 5)                                                                                | |  |
| Bernstein aus Japan (u. a. Kuji-Bernstein, Chōshi-Bernstein) | Verschiedene Fundorte, u. a. Präfekturen Iwate (Kuji) und Chiba (Chōshi) auf der Hauptinsel                                                      | Oberkreide (85, Kuji), Unterkreide (110, Chōshi)                                             | Zahlreiche weitere Bernstein-Fundstellen, verstreut im ganzen Land, die jüngsten pliozänen Alters. |  |
| Bernstein aus Indien (Cambay-Bernstein) | Provinz Gujarat (Nordindien; Golf von Cambay) | Eozän (ca. 50)                                                                               | Fossilien (hpts. Insekten) in körperlicher Erhaltung; botanische Herkunft des Harzes vermutlich von Flügelfruchtgewächsen. |  |
| Amerika | |                                                                                              | |  |
| Alaska Bernstein (Arktischer Bernstein) | Hauptsächlich in der Nähe des Kuk River (nördlich der Brookskette)                                                                               | wahrscheinlich Oberkreide (ca. 70)                                                           | teils auf primärer Lagerstätte, meistens jedoch umgelagert. Enthält pflanzliche Fossilien in großer Zahl. |  |
| Kanadischer Bernstein (Chemawinit, Cedarit) | Hauptsächlich am Cedar Lake in Manitoba und bei Grassy Lake (Alberta)                                                                            | Kreide (70–79)                                                                               | Aus Kanada sind um die 50 Fundstellen meist kreidezeitlichen Bernsteins bekannt, darunter auch kleinere Vorkommen von Bernstein eozänen (in Britisch-Kolumbien) und eines weiteren vermutlich devonischen Alters. |  |
| Bernstein aus den USA | Zahlreiche Fundstellen (Alaska, Kalifornien u. a.)                                                                                               | Trias, Kreide und Tertiär                                                                    | Bernstein unterschiedlicher Genese, Fundstellen weit verstreut; darunter auch kreidezeitliche Vorkommen, z. B. Kansas-Bernstein (Jelinit) und Bernsteinfunde in Texas. Von besonderer Bedeutung der New-Jersey-Bernstein (s. dort). Triassischer Bernstein aus Arizona. Eine Fundortübersicht gibt Patty C. Rice (1987) |  |
| New-Jersey-Bernstein (Raritan) | hpts. New Jersey, USA | Oberkreide (94–90)                                                                           | Die Bezeichnung Raritan geht auf die geologische Einheit zurück, in der dieser Bernstein (sehr wahrscheinlich in situ) lagert (Raritan-Formation – unteres Turonium). |  |
| Dominikanischer Bernstein | Karibikinsel Hispaniola (Dom. Rep.) | Eozän bis Miozän (15–40)                                                                     | In hartem Sandstein fest eingebettet; vermutlich teils auf primärer und teils auf sekundärer Lagerstätte. Geringe Funde von den Nachbarinseln Jamaika und Puerto Rico sind vermutlich gleicher Genese wie Dominikanischer Bernstein. |  |
| Mexikanischer Bernstein (Chiapas-Bernstein) | Im Bundesstaat Chiapas (Mexiko) | Miozän (13–20)                                                                               | Verschiedene Fundorte in Chiapas. Sandstein- und Tonschichten mit Lignitlagen. Enthält organische Einschlüsse. (Ein weiteres Vorkommen in Baja California (Niederkalifornien) wird im angelsächsischen Sprachraum als bacalite bezeichnet. Vermutetes Alter: Oberkreide) |  |
| Kolumbianischer Bernstein | Kolumbien (Südamerika) | umstritten                                                                                   | Vieles deutet darauf hin, dass es sich nicht um Bernstein, sondern um den viel jüngeren Kopal handelt Funde aus der Region um Bucaramanga (Provinz Santander) werden auch als Bucaramangit bezeichnet. |  |
| Bernstein aus Ecuador (Guayaquilit) | In der ecuadorianischen Provinz Guayas nahe der Hauptstadt Guayaquil                                                                             | unklar                                                                                       | physikalisch-chemische Untersuchungen zeigen große Ähnlichkeit dieses in Braunkohle vorkommenden fossilen Harzes mit Copalit aus England |  |
| Bernstein aus Peru | Aus der Gegend von Iquitos im Nordosten Perus | Mittleres Miozän (ca. 18)                                                                    | Inklusen: Arthropoden, Pollen, Sporen, Algen. |  |
| Bernstein aus Nicaragua | An der Pazifikküste im Norden Nicaraguas | Miozän (20)                                                                                  | |  |
| Afrika Bei verschiedenen hier nicht aufgeführten und oftmals als „Bernstein“ bezeichneten (teils umfangreichen) Funden an einigen Küsten Afrikas handelt es sich um Kopal. | |                                                                                              | |  |
| Bernstein aus Nigeria (Amekit) | Bei Umuahia, im Süden Nigerias | Obereozän (35)                                                                               | Benannt nach der Ameki-Formation, in der er gefunden wurde. Es sind keine organischen Einschlüsse bekannt. Als botanische Quelle des Harzes wird ein Vertreter aus der Familie der Hülsenfrüchtler vermutet. |  |
| Bernstein aus Südafrika | Südafrika; Lesotho | Obere Trias (Südafrika) (220) und Unterkreide (Lesotho) (135)                                | keine Inklusen. |  |
| Bernstein aus Äthiopien | Äthiopien | Oberkreide (95)                                                                              | Inklusenführend. Siehe Schmidt et al. (2010) |  |
| Australien, Ozeanien, Antarktis | |                                                                                              | |  |
| Bernstein aus Neuseeland | Südinsel und Nordinsel Neuseelands | Pliozän bis Oberkreide (4–100)                                                               | Meist im Zusammenhang mit Kohlevorkommen, offensichtlich auf primärer Lagerstätte. Gelegentlich unter der Bezeichnung „Ambrit“ erwähnt. |  |
| Bernstein aus Australien | (Victoria, Tasmanien und Queensland) | Pliozän bis Oberkreide (4–100?);                                                             | Bernstein aus Victoria ist eozänen Alters, tasmanischer Bernstein aus dem Pliozän und Bernstein aus Queensland wahrscheinlich aus dem Tertiär (sicher älter als Obermiozän). |  |
| Bernstein aus Majuro | Marshallinseln | unbestimmt                                                                                   | IRS-Kurve ähnelt der des Sarawak aus Borneo |  |
| Bernstein aus der Antarktis | | Kreide, ca. 90 Mio. Jahre                                                                    | Einzelstück aus einem Bohrkern.[ Pressemitteilung des Alfred-Wegener-Instituts] |  |

(*) Quellen im Wesentlichen: Poinar 1992, Krumbiegel 1994, Reineking von Bock 1981, sowie Einzelbeiträge jüngeren Datums in verschiedenen Fachpublikationen. Neben den aufgeführten Bernsteinarten und Lagerstätten sind weitere, mengenmäßig zumeist unbedeutende Einzelfunde aus verschiedenen Regionen der Welt bekannt (u. a. Griechenland, Bulgarien, England, Kroatien, Grönland, Brasilien, Chile, Madagaskar, Indien).
(**) nach Kontinenten gegliedert, innerhalb des Kontinents ohne Systematik. Bezeichnungen, die sich als Eigennamen eingebürgert haben (wie Baltischer Bernstein, Succinit) sind kursiv wiedergegeben. Ansonsten handelt es sich um geografische Spezifizierungen, die (noch) nicht als Namen für den betreffenden Bernstein verwendet werden (z. B. Bernstein aus der Schweiz). Die Bernsteinnamen bezeichnen oftmals nur eine oder einige von mehreren Bernsteinarten, die aus der benannten Region bekannt sind.